# Яр Ромашки
Яр Ромашки (Ромашчин, Романчин) — балка (річка) в Україні у Вовчанській міській громаді Чугуївського району Харківської області. Ліва притока річки Плотви (басейн Дону).

## Опис
Довжина балки приблизно 6, км, найкоротша відстань між витоком і гирлом — 6,06  км, коефіцієнт звивистості річки — 1,12 . Формується декількома балками та загатами. На багатьох участказ балка пересихає.

## Розташування
Бере початок на північно-західній стороні від села Лозова. Тече переважно на північний схід через південно-східну околицю села Іванівка і впадає у річку Плотву, ліву притоку річки Вовчої.

## Притоки
Від витоку до гирла
- Ягловий Яр - витік яру Ромашки[4]
- Яр Пісоцького - права притока[5]
- Яр Петренків - права притока[6]
- Яр Рябушчин - права притока[7]

## Цікаві факти
- Від витоку балки на південній стороні на відстані приблизно 1,27 км пролягає автошлях Т 2104[3] (територіальний автомобільний шлях в Україні, Харків — Старий Салтів — Вовчанськ — Білий Колодязь — Приколотне — пункт контролю Чугунівка. Проходить територією Харківського, Вовчанського і Великобурлуцького районів Харківської області.)